# Rhizohypnum viridicaule
Rhizohypnum viridicaule là một loài Rêu trong họ Hypnaceae. Loài này được (Müll. Hal.) Herzog mô tả khoa học đầu tiên năm 1916.